# Clorito di sodio
Il clorito di sodio è un sale di sodio dell'acido cloroso. Come quasi tutti i sali ossigenati del cloro, è un potente ossidante. È più stabile del clorato di sodio, infatti non si decompone per frizione. Il sale anidro non è igroscopico ed è stabile per parecchi anni, se conservato debitamente.
È chiamato anche "ossigeno stabilizzato".

## Applicazioni
Il clorito di sodio è utilizzato in molti campi:
- Come disinfettante nelle acque per impedire la formazione di microbi e batteri
- Nell'industria tessile e della carta, come candeggiante
- Nella produzione del diossido di cloro in laboratorio

Nella disinfezione dell'acqua, il clorito di sodio sviluppa lentamente diossido di cloro, un composto molto reattivo che permette la rimozione degli ioni ferro e manganese, l'ossidazione degli idrocarburi alogenati e, di conseguenza, dei cattivi odori.
Come candeggiante tessile, il clorito di sodio è reattivo con molte fibre. Può essere utilizzato sul cotone, su fibre vegetali e sintetiche come il nylon, il perlon, rhovyl e dralon. Il suo effetto ossidante fa in modo che distrugga le pectine nelle fibre di cellulosa, rendendole più solubili e più lavorabili. È anche utile nell'eliminazione dei colori senza attaccare le fibre stesse.
È anche utilizzato negli scrubber, essendo un ossidante molto forte, e nel lavaggio della frutta e verdura, grazie al suo effetto fungicida. Per questo è anche usato nei detersivi come anti-muffa, nei dentifrici e nei liquidi detergenti per le lenti a contatto.

## Sintesi
I composti principali per la produzione di clorito di sodio sono diossido di cloro, idrossido di sodio.
Il diossido di cloro viene fatto gorgogliare in una soluzione di soda caustica, producendo clorito di sodio e clorato di sodio approssimativamente in uguali quantità.
Per ridurre la produzione di clorato di sodio, è utilizzato un riducente (industrialmente si usa perossido di idrogeno). 
Il composto è purificato con la cristallizzazione frazionata, sfruttando la differente solubilità del clorato di sodio dal clorito. In questo modo si ottiene un prodotto con titolo molto elevato.